# Општина Хорија (Констанца)
Хорија (рум. Horia) општина је у Румунији у округу Констанца.
Oпштина се налази на надморској висини од 45 m.